# 21.ª Divisão de Infantaria (Alemanha)
A 21ª Divisão de Infantaria foi uma divisão da Alemanha durante a Segunda Guerra Mundial, sendo mobilizado no início do conflito.

## Comandantes
| Comandante                         | Data                                           |
| ---------------------------------- | ---------------------------------------------- |
| Generalleutnant Albert Wodrig      | 15 de outubro de 1935 - 10 de novembro de 1938 |
| Generalleutnant Kuno-Hans von Both | 10 de novembro de 1938 - 20 de outubro de 1939 |
| Generalleutnant Otto Sponheimer    | 1 de novembro de 1939 - abril de 1942          |
| Generalleutnant Wilhelm Bohnstedt  | abril de 1942 - abril de 1942                  |
| Generalleutnant Otto Sponheimer    | abril de 1942 - 10 de janeiro de 1943          |
| Generalleutnant Gerhard Matzky     | 10 de janeiro de 1943 - 1 de outubro de 1943   |
| Oberst Hubertus Lammey             | 1 de outubro de 1943 - dezembro de 1943        |
| Generalleutnant Gerhard Matzky     | dezembro de 1943 - 1 de março de 1944          |
| Generalmajor Franz Sensfuß         | 1 de março de 1944 - 28 de março de 1944       |
| Generalleutnant Hermann Förtsch    | 28 de março de 1944 - 22 de agosto de 1944     |
| Generalmajor Heinrich Götz         | 22 de agosto de 1944 - 25 de setembro de 1944  |
| Oberst Hengersdorff                | 25 de setembro de 1944 - outubro de 1944       |
| Oberst Scharenberg                 | outubro de 1944 - 12 de dezembro de 1944       |
| Oberst Beyse                       | 12 de dezembro de 1944 - 14 de janeiro de 1945 |
| Generalmajor Heinrich Götz         | 14 de janeiro de 1945 - 1 de abril de 1945     |
| Generalmajor Karl Kötz             | 1 de abril de 1945 - 8 de maio de 1945         |

## Linhagem
- Wehrgauleitung Elbing
- Kommandant von Elbing
- 21ª Divisão de Infantaria

## Área de operações
- Polônia (Setembro 1939 - maio de 1940)
- França  (Maio 1940 - junho de 1941)
- Frente Oriental, Setor Norte  (Junho 1941 - Setembro 1944)
- Frente Oriental, Setor Central (Setembro 1944 - maio de 1945)

## História
Esta unidade foi formada em outubro de 1934 em Elbing, sendo originalmente conhecida como Wehrgauleitung Elbing. Pouco tempo depois de a unidade foi criada, foi dado o nome de Kommandant von Elbing .
As unidades regimentais desta divisão foram formados pela expansão do 3. (Preußisches) Infanterie-Regiment da 1.Division do Reichswehr.
Com o anúncio da criação da Wehrmacht em 15 de outubro de 1935, o nome Kommandant von Elbing foi abandonado e esta unidade se tornou oficialmente conhecido como 21ª Divisão de Infantaria.

## Organização

### Organização Geral
- Regimento de Infantaria 3
- Regimento de Infantaria 24
- Regimento de Infantaria 45
- Regimento de Artilharia 21
- I./Regimento de Artilharia 57
- Aufklärungs-Abteilung 21
- Panzerjäger-Abteilung 21
- Pionier-Bataillon 21
- Nachrichten-Abteilung 21

## Serviço de guerra
| Datas           | Corpo   | Exército     | Grupo de Exército | Área                                |
| --------------- | ------- | ------------ | ----------------- | ----------------------------------- |
| Set 39          | XXI     | 3. Armee     | Nord              | Prússia Oriental, Polônia           |
| Out 39          | Reserva | --           | Nord              | Polônia                             |
| Nov 39 - Fev 40 | III     | 12. Armee    | A                 | Eifel                               |
| Mar 40 - Mai 40 | XVIII   | 12. Armee    | A                 | Eifel, Luxemburgo, Aisne            |
| Jun 40          | XIII    | 12. Armee    | A                 | Aisne, Marne, Saone                 |
| Jul 40          | XXXIII  | 12. Armee    | C                 | França                              |
| Ago 40          | XXVII   | 12. Armee    | C                 | França                              |
| Set 40 - Abr 41 | I       | 18. Armee    | B                 | Prússia Oriental                    |
| Mai 41          | I       | 18. Armee    | C                 | Prússia Oriental                    |
| Jun 41 - Ago 41 | I       | 18. Armee    | Nord              | Tilsit, Volkhov                     |
| Set 41 - Nov 41 | I       | 16. Armee    | Nord              | Grusino, Murmansk-linha ferroviária |
| Dez 41 - Abr 42 | I       | 18. Armee    | Nord              | Volkhov                             |
| Mai 42 - Jan 43 | XXVIII  | 18. Armee    | Nord              | Ladoga                              |
| Fev 43 - Mar 43 | XXVI    | 18. Armee    | Nord              | Ladoga                              |
| Abr 43 - Ago 43 | LIV     | 18. Armee    | Nord              | Ladoga                              |
| Set 43          | XXVI    | 18. Armee    | Nord              | Ladoga                              |
| Out 43          | XXXVIII | 18. Armee    | Nord              | Volkhov                             |
| Nov 43 - Dez 43 | XXVIII  | 18. Armee    | Nord              | Volkhov                             |
| Jan 44 - Set 44 | XXVIII  | 18. Armee    | Nord              | Pleskau, Walk, Riga                 |
| Out 44          | IX      | 3. Pz. Armee | Mitte             | Tilsit                              |
| Nov 44          | Reserva | 4. Armee     | Mitte             | Prússia Oriental                    |
| Dez 44          | XXXIX   | 4. Armee     | Mitte             | Prússia Oriental                    |
| Jan 45          | XXXXI   | 4. Armee     | Mitte             | Prússia Oriental                    |
| Fev 45 - Mar 45 | XX      | 4. Armee     | Nord              | Prússia Oriental (Heiligenbeil)     |
| Abr 45          | XXVI    | Ostpreussen  | --                | Prússia Oriental (Pillau)           |